# Colorom
Colorom Codlea a fost o fabrică de coloranți din România.
Compania, specializată în fabricarea de coloranți și hârtie heliografică, a intrat în procedura de reorganizare judiciară în august 2005.
Acționarii Colorom sunt Autoritatea pentru Valorificarea Activelor Statului (AVAS), cu 69,66%, SIF Transilvania - 27,1% și persoane fizice în urma Programului de Privatizare în Masă - 3,22%.
În mai 2007, omul de afaceri brașovean Maor Zinger a cumpărat cu 7,5 milioane euro activele fabricii, incluzând un teren de 44,8 hectare, unde intenționează să construiască un ansamblu rezidențial.
Activele mai cuprindeau și o stație de epurare microbiologică și un baraj de captare a apei din Zărnești.